# Fenicija (rimska provinca)
Fenicija (latinsko Syria Phoenīcē, grško starogrško ἡ Φοινίκη Συρία, hē Phoinī́kē Syría) je bila provinca Rimskega cesarstva na ozemlju zgodovinske Fenicije. Uradno je bila ustanovljena leta 194. Po letu 400 je bila razdeljena na Obalno Fenicijo (Phoenice Paralia) in Libanonsko Fenicijo (Phoenice Libanensis). Delitev je ostala v veljavi do 630. let, ko so regijo osvojili muslimanski Arabci.

## Zgodovina
Fenicija je prišla pod oblast Rimske republike leta 64 pr. n. št., ko je Pompej ustanovil provinco Sirijo. Razen kratkega obdobja od leta 36 do 30 pr. n. št., ko je Mark Antonij prepustil regijo ptolemajskemu Egiptu, je bila Fenicija del province Sirije. Cesar Hadrijan (vladal 117–138 n. št.) naj bi že leta 123/124  nameraval preveliko province Sirijo razdeliti na več provinc, delitev pa je šele kmalu po letu 194  izvedel cesar Septimij Sever (vladal 193–211). Sirijo je razdelil na provinci Kelesirija na severu in Sirija Fenicija na jugu. Prestolnica Sirije Fenicije je postal Tir, dokler ni cesar Elagabal (vladal 218-222) za novo prestolnico izbral svojo rojstno mesto Emesa. Mesti sta se za status prestolnice prerekali do delitve province v 4. stoletju.
Dioklecijan (vladal 284–305) je okrožje Batanaea odcepil od Fenicije in ga priključil k Arabiji, cesar Konstantin (vladal 306–337) pa je kmalu po letu 328 iz vzhodne polovice stare province ustanovil novo provinco Augusta Libanensis, ki je obsegala ozemlje vzhodno od gorovja Libanon.

### Obalna in Libanonska Fenicija
Konstantinova provinca je bila kratkoživa in ustanovljena na osnovi delitve Fenicije v Fenicijo I (Phoenice Paralia, grško Φοινίκη Παραλία, Foiníke Paralía, slovensko Obalna Fenicija) s prestolnico Tir, in Fenicijo II (Phoenice Libanensis, grško Φοινίκη Λιβανησία, Foiníke Libanesía, slovensko Libanonska Fenicija) s prestolnico Emesa. V Notitia Dignitatum, napisani kmalu po delitvi, je bila Fenicija I konzularna provinca, medtem ko so v Feniciji II vladali praeses. Obe provinci sta spadali v Diocezo Vzhod. Delitev je ostala nespremenjena do muslimanske osvojitve Levanta v 630. letih. V Kalifatu je večina obeh Fenicij spadala v provinco Damask. Deli provinc na jugu in severu so pripadli provincama Jordanija oziroma Emesa.

## Cerkvena administracija
Cerkvena administracija je bila vzporedna politični, vendar z nekaj razlikami. Do sredine 3. stoletja je bil najuglednejši prelat v provinci škof Tira.  Po delitvi province okoli leta 400 je bila metropolija Fenicije II preseljena iz Emese v Damask. Obe provinci sta spadali v Antiohijski patriarhat. Položaj Damaska je bil sprva višji od položaja Tira. Položaj obeh je okoli leta 450 nekaj časa izpodbijal Berit. Po letu 480/481 se je kot najvišja uveljavila metropolija Tir z metropolitom (prothronos) vseh metropolij v Antiohijskem patriarhatu.

## Vira
- Blankinship, Khalid Yahya (1994). The End of the Jihâd State: The Reign of Hishām ibn ʻAbd al-Malik and the Collapse of the Umayyads. Albany, New York: State University of New York Press. ISBN 978-0-7914-1827-7.
- Eißfeldt, Otto (1941). Phoiniker (Phoinike). Realencyclopädie der Classischen Altertumswissenschaft. Band XX, Halbband 39, Philon–Pignus. str. 350–379.